# یواس‌اس ویکس (دی‌دی-۷۵)
یواس‌اس ویکس (دی‌دی-۷۵) (به انگلیسی: USS Wickes (DD-75)) یک کشتی بود که طول آن ۳۱۴ فوت ۴ ۱⁄۲ اینچ (۹۵٫۸۲۲ متر) بود. این کشتی در سال ۱۹۱۸ ساخته شد.